# De balling
De balling is een Belgische stripreeks die begonnen is in april 2010 met Henscher als schrijver en Stacy Tarumbana als tekenaar.

## Albums
Alle albums zijn geschreven door Henscher, getekend door Stacy Tarumbana en uitgegeven door Le Lombard.
1. De last van onze overwinningen
2. De purperen koningin